# Fysiologische zoutoplossing
Een fysiologische zoutoplossing is een oplossing van 0,9% NaCl (9 gram keukenzout per liter) in water, zodat de osmotische waarde van de verkregen oplossing overeenkomt met die van de lichaamsweefsels. Soms wordt de naam gemakshalve afgekort tot 'fysiologisch zout', hoewel het dus een oplossing betreft.
Een fysiologische zoutoplossing is isotoon en dus veilig (mits tevens steriel) bij het toedienen in het lichaam (intraveneus of om te spoelen). De osmolariteit is meteen ook het enige wat er fysiologisch aan is, qua samenstelling verschilt het sterk van die van plasma en extracellulair vocht.
In ziekenhuizen worden fysiologische oplossingen gebruikt als infuus. Een infuus dat de hoeveelheid extracellulaire vloeistof moet aanvullen, bestaat uit fysiologisch zout. Een fysiologische zoutoplossing bevat per liter 9 gram zout, wat bij toediening van meer dan een liter infuus per dag vrij snel problematisch kan zijn voor de bloeddruk en de nierfunctie van de patiënt. Wil men een nauwkeuriger benadering van de fysiologische concentraties van de diverse ionen, dan komen Ringerlactaat en de oplossing van Hartmann meer in aanmerking. Wil men vooral water geven, dan komt een 5%-glucoseoplossing of een mengsel van een half fysiologische zoutoplossing en half glucoseoplossing eerder in aanmerking. Er bestaat ook een halfnormale fysiologische zoutoplossing ('slap zout') met 4,5 gram zout per liter.
De oplossing is opgenomen in de lijst van essentiële geneesmiddelen van de WHO.

## Toepassingen
Fysiologische zoutoplossing kan op vele wijzen ingezet worden. Een aantal bekende toepassingen zijn:
- Kant-en-klare oogspoeling om het oog uit te spoelen na contact met chemicaliën
- Als spoel- en bewaarvloeistof voor contactlenzen
- Neusspoeling om te gebruiken bij neusverkoudheid
- Via een infuus toedienen om het vochtgehalte in het lichaam op te hogen
- Uitspoelen van wonden

## Diergeneeskunde
Voor toepassingen bij dieren, waar strikte steriliteit niet noodzakelijk is en een grote hoeveelheid fysiologische zoutoplossing nodig is, kan men een zeer schone emmer met 10 liter water vullen en er 90 g zout (uit een vooraf afgewogen zakje) in mengen. Dit mag echter nooit intraveneus toegediend worden. Het kan wel gebruikt worden om vuile wonden mee uit te spoelen.